# مدينا (أوهايو)
مدينا، أوهايو

مدينا (بالإنجليزية: Medina)‏ هي مدينة أمريكية تقع في ولاية أوهايو. تبلغ مساحة هذه المدينة 29.3 (كم²)، ويبلغ عدد سكانها 26678 نسمة حسب إحصاء سنة 2010 م 26678.تشير إحصاءات سنة 2000م بأن الكثافة السكانية في هذه المدينة تقدر بـ (872.9) نسمة/كم2 

## التركيبة السكانية
قام مكتب تعداد الولايات المتحدة بتحديد بيانات التركيبة السكانية لمدينا في تعداد الولايات المتحدة. في ما يلي، التركيبة السكانية حسب تعدادي 2000 و2010.

### تعداد عام 2000
بلغ عدد سكان ميدينا 335 نسمة بحسب تعداد عام 2000، وبلغ عدد الأسر 165 أسرة وعدد العائلات 99 عائلة مقيمة في المدينة. في حين سجلت الكثافة السكانية 331.3 نسمة لكل ميل مربع (127.9/كم2). وبلغ عدد الوحدات السكنية 209 وحدة بمتوسط كثافة قدره 206.7 نسمة لكل ميل مربع (79.8/كم2).
وتوزع التركيب العرقي للمدينة بنسبة 99.40% من البيض و 0.60% من عرقين مختلطين أو أكثر.
بلغ عدد الأسر 165 أسرة كانت نسبة 19.4% منها لديها أطفال تحت سن الثامنة عشر تعيش معهم، وبلغت نسبة الأزواج القاطنين مع بعضهم البعض 52.1% من أصل المجموع الكلي للأسر، ونسبة 3.6% من الأسر كان لديها معيلات من الإناث دون وجود شريك، وكانت نسبة 39.4% من غير العائلات. تألفت نسبة 37.6% من أصل جميع الأسر من أفراد ونسبة 26.1% كانوا يعيش معهم شخص وحيد يبلغ من العمر 65 عاماً فما فوق. وبلغ متوسط حجم الأسرة المعيشية 2.62، أما متوسط حجم العائلات فبلغ 2.03.
بلغ العمر الوسطي للسكان 50 عاماً. وكانت نسبة 20.0% من القاطنين تحت سن الثامنة عشر، وكانت نسبة 2.1% بين الثامنة عشر والأربعة وعشرون عاماً، ونسبة 20.6% كانت واقعةً في الفئة العمرية ما بين الخامسة والعشرون حتى والأربعة وأربعون عاماً، ونسبة 23.6% كانت ما بين الخامسة والأربعون حتى الرابعة والستون، ونسبة 33.7% كانت ضمن فئة الخامسة والستون عاماً فما فوق. يوجد لكل 100 أنثى 79.1 ذكر، ويوجد لكل 100 أنثى في الثامنة عشر من عمرها فما فوق 78.7 ذكر.
بلغ متوسط دخل الأسرة في المدينة 22,059 دولار، أما متوسط دخل العائلة فبلغ 31,500 دولار. وكان متوسط دخل الذكور 31,458 دولار مقابل 17,500 دولار للإناث. وسجل دخل الفرد الخاص بالمدينة 16,860 دولار. وكانت نسبة 4.8% من العائلات ونسبة 14.1% من السكان تحت خط الفقر، وكان من هؤلاء نسبة 15.4% تحت سن الثامنة عشر ونسبة 15.0% في الخامسة والستين من العمر وما فوق.

### تعداد عام 2010
بلغ عدد سكان ميدينا 308 نسمة بحسب تعداد عام 2010، وبلغ عدد الأسر 144 أسرة وعدد العائلات 82 عائلة مقيمة في المدينة. في حين سجلت الكثافة السكانية 302.0 نسمة لكل ميل مربع (116.6/كم2). وبلغ عدد الوحدات السكنية 182 وحدة بمتوسط كثافة قدره 178.4 لكل ميل مربع (68.9/كم2).
وتوزع التركيب العرقي للمدينة بنسبة 96.4% من البيض و 0.3% من الأمريكيين ذوي الأصول الآسيوية و 3.2% من عرقين مختلطين أو أكثر.
بلغ عدد الأسر 144 أسرة كانت نسبة 26.4% منها لديها أطفال تحت سن الثامنة عشر تعيش معهم، وبلغت نسبة الأزواج القاطنين مع بعضهم البعض 45.1% من أصل المجموع الكلي للأسر، ونسبة 6.9% من الأسر كان لديها معيلات من الإناث دون وجود شريك، بينما كانت نسبة 4.9% من الأسر لديها معيلون من الذكور دون وجود شريكة وكانت نسبة 43.1% من غير العائلات. تألفت نسبة 37.5% من أصل جميع الأسر من أفراد ونسبة 16.7% كانوا يعيش معهم شخص وحيد يبلغ من العمر 65 عاماً فما فوق. وبلغ متوسط حجم الأسرة المعيشية 2.82، أما متوسط حجم العائلات فبلغ 2.14.
بلغ العمر الوسطي للسكان 43.3 عاماً. وكانت نسبة 25.6% من القاطنين تحت سن الثامنة عشر، وكانت نسبة 5.7% بين الثامنة عشر والأربعة وعشرون عاماً، ونسبة 19.8% كانت واقعةً في الفئة العمرية ما بين الخامسة والعشرون حتى والأربعة وأربعون عاماً، ونسبة 26% كانت ما بين الخامسة والأربعون حتى الرابعة والستون، ونسبة 22.7% كانت ضمن فئة الخامسة والستون عاماً فما فوق. وتوزع التركيب الجنسي للسكان بنسبة 44.5% ذكور و55.5% إناث.

## التسمية
اسم «مدينا» هو اسم عربي. وقد كانت مدينة «مدينا» تدعى «مكة» عند تأسيسها في عام 1816 ولكن تم تغيير الاسم إلى «مدينة» نظرا لوجود بلدة أخرى تحمل اسم «مكة» في مقاطعة ترمبول في ولاية أوهايو. أسماء مكة والمدينة ترمز إلى مدينتي مكة والمدينة في شبه الجزيرة العربية المقدستين لدى المسلمين. يوجد المئات من المدن في أمريكا تحمل نفس الإسمين العربين أطلقها السكان الأصليين في أمريكا. وهذا يتوافق مع النظريات التي تؤكد وصول الإسلام إلى أمريكا قبل وصول الأوروبين إليها وتعرضهم إلى الإبادة والقتل على يد الغزاة الأوروبيين.